# Achada do Pau de Bastião
Achada do Pau de Bastião ou Achada do Pau Bastião é um sítio povoado da freguesia de São Roque do Faial, Município de Santana, Ilha da Madeira.